# ケイゾク
『ケイゾク』は、1999年1月8日から3月19日まで毎週金曜日22:00 - 22:54に、TBS系の「金曜ドラマ」枠で放送された日本のテレビドラマ（全11話・特別編1話）。2000年には劇場版として『ケイゾク/映画 Beautiful Dreamer』が公開された。

## 概要
通称「ケイゾク」と呼ばれる、迷宮入りした事件を担当する警視庁捜査一課弐係（架空の部署）に配属された、東大卒のキャリア警察官僚・柴田純と、元公安の叩き上げ刑事・真山徹が難事件を解決していくミステリードラマ。シリーズ前半は持ち込まれる事件を解決する刑事物として、小ネタを散りばめたコメディー要素の強い一話完結のスタイルを採りつつ、シリーズ後半に向けての伏線を少しずつ描いてゆく。シリーズ後半では真山と快楽殺人犯・朝倉の因縁を巡る物語をシリアスに展開させるという構成となっている。タイトルの『ケイゾク』は「現在も鋭意“継続”捜査中である」ということに由来している。
警察の実情とは異なる設定が多いほか、これまでの刑事ドラマと比べ無機質で暗鬱とした雰囲気を醸し出しており、メインの演出を担当した堤幸彦による演出スタイルは、新鮮さと特異性に溢れていた。過去の刑事ドラマへのリスペクトを感じさせながら、2000年代以降につながる斬新さを持つドラマであるとも評価されている。また、2010年10月より本作品の一部設定を引き継いだ続編的な作品として放送された『SPEC〜警視庁公安部公安第五課 未詳事件特別対策係事件簿〜』シリーズと合わせて、「ケイゾク・サーガ」、あるいはさらにその「完結篇」となる配信ドラマ『SICK'S 〜内閣情報調査室特務事項専従係事件簿〜』と合わせて「SPECサーガ」とも呼ばれる。
テレビ版オープニングはフラッシュバック映像を利用した独特のスタイルで、各話のヒントに相当するカットが含まれている。
同じく堤の演出によるものでは、『TRICK』シリーズ（テレビ朝日）や『SPEC』など、本作品同様に個性的なコンビが活躍する作品がいくつか存在する。
2022年1月12日17:00より、さらに2025年5月5日12:29より、BS-TBSで連続ドラマ『ケイゾク』が再放送されている（4Kは除く）。

## シリーズ
- 連続ドラマ『ケイゾク』 - 1999年1月8日 - 3月19日放送(全11話)
- スペシャルドラマ『ケイゾク/特別篇 PHANTOM〜死を契約する呪いの樹』 - 1999年12月24日放送
- 劇場版『ケイゾク/映画 Beautiful Dreamer』  - 2000年3月4日公開
- スペシャルドラマ『ケイゾク/映画 Beautiful Dreamer 無添加ダイエットバージョン』 - 2001年3月30日放送（上記映画のテレビ放送用編集版）

次シリーズ『SPEC〜警視庁公安部公安第五課 未詳事件特別対策係事件簿〜』については、SPEC〜警視庁公安部公安第五課 未詳事件特別対策係事件簿〜#シリーズを参照。

## 登場人物
人物の名前や年齢などは『ケイゾク／事件簿 完全版』を参照した。〈〉内は初登場時の年齢。「享年」などの記述はそのままとしている。

### 捜査一課弐係
柴田 純（しばた じゅん）〈24〉
演 - 中谷美紀（少女時代・映画のみ：小島莉子）
警部補。1975年生まれ。東京大学法学部を首席で卒業したキャリア組。研修として弐係に配属。特別篇では八王子西署署長、映画版では捜査一課弐係係長に出世する。
東大の入試や司法試験の問題を瞬時に解く天才的な頭脳と洞察力・論理性を備えており、捜査資料の穴や証言の矛盾点を目ざとく見つけ、迷宮入りしていた数々の難事件を解決に導く（劇中では本筋とは無関係に三億円事件の犯人が判ったことにも言及している）。決め台詞は「あのー、犯人わかっちゃったんですけど」。遺体を前に「すでに事切れていますね」と言うのがお約束。
おっとりとした性格だが怖い物知らずでマイペース。一方、非常識なところも多々あり、セックス白書をバスの中で大声で朗読するほど。また妙なことに感心するタチで「ワンダフル」「エクセレント」といった横文字の感嘆を口にする。およそ刑事に見えないため、しばしば事件の関係者からは身元を疑われた。言動は失礼かつ不謹慎・不作法なものが多く、真山にツッコまれる。
服装は野暮ったくダサい上、同じ服装で過ごすことが多くパンツは赤のレースしかはかない。風呂に数日入らなくても平気なせいで頭が臭い、捜査に集中しすぎて食事や睡眠を摂ることを忘れて倒れる（本人は気絶と表現）、時間にルーズで遅刻や無断欠勤が多いなど、人間らしい生活習慣は苦手にしている。ハーブティを愛飲しておりオリジナルブレンドの「柴田スペシャル」を水筒に入れて持ち歩いているがひどく不味いらしい。また、極度の方向音痴。様々な物を乱雑に詰め込んだアイボリーカラーのトートバッグを持ち歩いており、警察手帳も入っているが取り出せたためしはない。証拠品や資料をうっかり持ち出してしまうことが多い。恋愛に関しては夢想家で「素敵な旦那様」との出会いを夢見ており、占いや女性誌を愛読している。処女である。
演出の堤によれば、柴田のキャラクターには図書館司書をイメージしており、そこからファッションを設定しカメオを身に付けさせ重要なアイテムにしたという。
『太陽にほえろ!』で松田優作演じるジーパンの本名と同姓同名。そのオマージュであり、劇中に殉職シーンと思われる箇所をテレビで見ていたり、自分が刺された時にも台詞を引用している。
実父・柴田純成は純が4歳のころ（1979年）に爆死と見られる非業の死を遂げており、その後養父母の柴田純一郎と憲子に引き取られて育っている。純一郎は難事件を幾つも解決した実績を持つ参事官で、彼の殉職後、その遺志を継ぐべく警察官を目指していた。また9歳のころから養父が家に持ち帰ってくる捜査資料に目を通し、密かに事件を解決していた。
本作品から、およそ10年後の物語にあたる『SPEC』では、出世して公安部参事官（警視正）第五課課長兼、特務事項担当部長などの要職に昇進している。そして、野々村に機密情報を提供する者としてその存在を示唆され、そのスピンオフの漫画およびノベライズ作品『SPEC〜零〜』にはストーリーに絡むキャラクターの1人として登場している。同作のテレビドラマ版では直接登場しないが、公安部長室にいるところを野々村や近藤が訪ねてくる際に会話に名前が挙がり、野々村を『SPEC』シリーズで未詳事件特別対策係の係長に任命したのが彼女であることが語られる。さらなる続編の『SICK'S 〜内閣情報調査室特務事項専従係事件簿〜』では警視総監として登場するが、台詞も無く胸元のカメオより下しか映っていない（なお、初登場シーンのBGMは「CONTINUATION」である）。
真山 徹（まやま とおる）〈32〉
演 - 渡部篤郎
警部補。捜査一課弐係（通称：ケイゾク）の刑事（主任）。1967年生まれ、立教大学卒。当人は認めていないが、いつの間にか柴田の教育係兼相棒になっている。柴田を女性扱いしておらず（ときに人間扱いさえしていない）、からかい半分に詰る。ぶっきらぼうかつシニカルな性格。大の面倒くさがり屋。また根は臆病でオカルト的なことを嫌う。テレビドラマに詳しいという一面も持つ。勤務中は昇進試験の勉強をしており（そのフリをしている）定時きっかりには仕事を終わらせて帰る。スーツ着用時でも白い靴下を愛用している。
柴田とは正反対に、主に直感力と犯罪心理面から犯人を見極め、犯人の欺瞞を暴き醜い本性を暴露する。独自の強い正義感を持ち犯罪者を憎悪しており、必要以上に強い口調で罵ったり、ときには暴力まがいの行動を取ることもある。極度の人間不信に陥っており、誰にも心の内を明かさなかったが、無自覚のうちに柴田に妹を重ね合わせ、本音を吐露するようになってゆく。
その姿の裏では、実の妹を輪姦し自殺に追い込んだ犯行一味の首謀者・朝倉を数年間に渡って執拗にマークし続けている。朝倉の暮らすマンションの真向かいに居を構え、望遠鏡で部屋の様子を監視し、外出時は尾行するなど徹底的。その事実をジャーナリストのKEEに脅されていた。朝倉からは自宅の天井に隠しカメラを取り付けられ逆に監視されてもいる。自室では妹の遺品となった金魚を飼っている。シリーズ後半では朝倉との対決時に事件のトラウマによる幻覚・幻聴に苛まれるようになる。
かつて壺坂の部下だったが、囮（おとり）捜査に利用されたことから確執が生じている（ただし壺坂とは互いにある程度は認め合っている）。元公安刑事だが過去の経緯から警察内部で監視下に置かれ、早乙女管理官から執拗なパワハラを受けている。
2013年放送の『SPEC〜零〜』テレビドラマ版では、2009年の野々村と近藤の会話でその名が挙がり、野々村が柴田から、真山が殉職し、その理由も聞かされたと語っている。詳細は描かれていないが、SPECホルダーまたは公安零課によって抹殺された可能性が高い。2018年配信の『SPECサーガ黎明篇「サトリの恋」』では、埼玉県入間郡で発見された遺体が真山のものであるというニュースが流れた（2009年4月）。設定上は、『SPEC』シリーズの主題であるSPECホルダー（超能力者）関連の捜査上で死亡したということである。
野々村 光太郎（ののむら こうたろう）〈59〉
演 - 竜雷太
警部。捜査一課弐係係長（映画版では柴田の係長就任に伴い「係長待遇」に降格）。1940年生まれ。ガラス瓶に入った柿ピー（実は中に不倫相手のためのバイアグラが混ざっている）をこよなく愛する昼行灯を自他共に認めており、基本的には事なかれ主義。自らの部署を「穴掘り」と揶揄する。研修生の柴田を露骨にひいきし、遅刻や無断欠勤についてかなり大目に見ている。勤務時間が終わるとそそくさと帰宅してしまう。弁護士の妻・昭子（泉ピン子）とは離婚調停中で、コギャルの女子高校生・雅と不倫している。死語を連発して彩から突っ込まれる一方、「チョベリバ」など若者言葉を使うせいで部下たちから怪訝に思われている。かつては捜査一係の敏腕刑事で柴田の父・故柴田参事官の捜査一課時代の部下だったが、キャリアの新人研修中に正式な手続きを取らずに発砲した早乙女を庇って第一線から退いた過去がある。しかし早乙女の言動から彼の正体をいち早く看破するなど、敏腕刑事だったころの勘は衰えていない。
テレビ版では明瞭に明かされることのなかった不倫相手の女子高生（雅）の顔は映画版で見ることができる。また、DVD版では各話冒頭で雅の部屋で野々村が雅と戯れているシーンが挿入されているが、こちらでも雅の顔が写るカットがある。テレビ版ではかつて『太陽にほえろ!』で竜雷太が演じたゴリさんを思わせる台詞がある。映画版では真山役の渡部篤郎によるアドリブで「もう、ゴリさんたら、ホントに」と言われている。
『SPEC』では警視庁公安部公安第五課・未詳事件特別対策係係長（嘱託）として登場。話中において昭子と離婚し雅と結婚している描写がある。しかしながら光太郎は、新たな雅と不倫をしている。
近藤 昭男（こんどう あきお）〈39〉
演 - 徳井優
巡査。捜査一課弐係の刑事。1960年生まれ。本庁の総務部会計課に配属されていたが、上司の愛人関係の不正を指摘し、怒りを買って弐係に飛ばされる。採用試験では身長規定に満たなかったため、頭部にシリコンを入れ合格している。機械マニアで子だくさん。捜査資料の整理を担当しており過去の事件にはそれなりに詳しい。
日本舞踊、フラメンコ、パラパラなどたくさん習い事をしており、それを理由に定時に帰宅する。社交ダンス教室にも通っており、それなりの腕の持ち主。
『SPEC』では捜査一課弐係係長に昇進しており、テレビドラマ版『SPEC〜零〜』では、主人公の当麻に柴田からのメッセージを伝えるなど、柴田と野々村の間を繋ぐ役割を担っている。
谷口 剛（たにぐち つよし）〈40〉
演 - 長江英和
巡査部長。捜査一課弐係の刑事。1959年生まれ、長身。仕事は定時に終わらせる。長らく「蕎麦屋勧進帳事件」なる事件を一人で追っており、毎日関係者と電話でやり取りをしていたが、別の事件の犯人が本件を自供してしまい、結局は徒労に終わってしまった。
実は家族を殺されており、本人も殺されかかったため、いつも恐怖心に駆られている。そのため、第一線の現場からはリタイアした。
物語後半では朝倉の支配下に置かれ（支配下に置かれた描写は無いが）、真山の事件の真相に柴田が近づきはじめたため、刺殺しようとするも彼女は奇跡的に助かる。そして、逃亡中の真山に差し入れしつつ様子を伺っていたが、真山自身も真相に近づいていたため、柴田を刺した同じナイフで刺殺しようとするも失敗。自らを刺し、それを真山が止めようとしたところで野々村と近藤に助けを求め、真山を陥れるが、その傷が元で死亡。
テレビシリーズでの死亡降板により、特別篇・劇場版には登場しない。
遠山 金太郎（とおやま きんたろう）〈33〉
演 - 生瀬勝久
特別篇から登場。自称遠山金四郎の子孫で柴田の後任として、捜査一課弐係に着任した刑事。1966年生まれ、京都大学卒のキャリア組で経歴こそ柴田に似ているが、自意識ばかりが大きく、才能は柴田にまったく及ばない。配属後も未解決事件の解決に積極的に乗り出すが、どれも自分の力以外の要因で解決に至っている。もっとも柴田はストレートで東大を出ているが、遠山は四浪四留（東大を目指し四浪、司法試験を目指し四留）で何とか卒業している。そういった経緯から彩にはぞんざいに扱われ、柴田を「東大ちゃん」と呼び何かにつけ目の敵にする。メロンパンのことを「サンライス」と呼び、野々村が毎日服用していたバイアグラ（「青い柿ピー」と野々村は呼んでいた）入りのメロンパンを真山と二人で分け合って食べ、真山ともども、その後の捜査活動に支障をきたしていた。決め台詞は「○○○とでも言っときましょか」「もろたわ、もろたがな!」。

### 捜査一課
木戸 彩（きど あや）〈22〉
演 - 鈴木紗理奈
捜査一課弐係の女刑事と誤解されることが多いが、捜査一課一係の庶務。1977年生まれ。庶務の仕事として一係から弐係に継続となった捜査資料を移しており、その際に弐係でサボって遊んでいることが多い。柴田の相談相手であり、捜査にも首を突っ込む機会が多い。年齢は木戸の方が下だが、柴田の「先輩」かつ「姉貴分」として振る舞い呼び捨てにしている。柴田は彩の「刑事魂」（でかだましい）に惚れ込むが少々ズレている。
合コン好き男好きで逆玉を狙って捜査中もいい男を物色している。柴田に東大卒の男を集めた合コンを行わせるよう仕向けたことも。中学時代は陸上部に所属、高校時代はKAWASAKIのZ-IIを乗り回すレディースであった（ただし補導・逮捕歴はゼロ）。警察に就職する前には六本木で指名ナンバーワンのホステスをしていた経歴も持つなど過去に関しては謎が多い。また、レディース時代に関わった警官である真山に交際を申込み振られた経験があり、作中の斑目との会話では現在でも真山に好意を持っていることが示唆されている。
警視庁の特殊部隊・SWEEP（スウィープ）に所属したことがあるが、テレビに顔が映ってしまったため外されてしまう（現場復帰のために整形手術をも辞さない発言もある）。真山の後輩でもある斑目と深い関係にあり、表面上は真山とは不仲ではないが、第10話において「彩は、SWEEPの斑目の女だ」と言われているように、木戸の素性と役割は悟られていた。実際に木戸は真山の監視を斑目から請け負っていたが、真山を庇い立てした結果、斑目の怒りを買うこととなる。
SPECサーガ黎明篇「Knockin’on 冷泉’s SPEC Door」には妹の晶が登場する。
壺坂 邦男（つぼさか くにお）〈60〉
演 - 泉谷しげる
警部補。通称「タンツボ」。元公安所属。1939年生まれ、野々村係長の一年先輩で第6話登場時は定年1週間前の休暇中（定年退職1か月前から自動的に休暇になる）。傍若無人な強面の武闘派刑事として庁内で恐れられている（それでも丸くなったと評されている）。早乙女に扮した朝倉にマル暴出身と貶されたが、斑目により公安出身と訂正された。
以前真山の教育係をしていたが、犯人の検挙のために真山を囮に使ったことがあり、その際に彼が犯人に殺されそうになったことから恨まれている。その一方で真山の実力を高く評価し実の父親のように心配もしている。真山も表面的には壺坂を毛嫌いしているが、密かに捜査を手伝うなど二人の関係は複雑。
公安時代に過激派から自宅に送りつけられた爆弾により、妻子を亡くし自身も負傷し右足が不自由になっている。亡くなった3歳の息子の首に刺さっていた爆弾の破片を持ち歩いており、これを拾った柴田が落とさないようにとペンダントに加工して返した。後に事件解決の感謝の気持ちとして柴田に託される。劇場版で死亡したが、死してなお、真山に強い影響を与えた。
林田 誠一（はやしだ せいいち）〈40〉
演 - 矢島健一
捜査一課一係の係長・警部。早乙女管理官の腰巾着。事件捜査においては無能で知ったかぶりがひどい。1回も自分で事件を解決したことがないと真山や彩に馬鹿にされており、本人もかなり気にしている。
長尾 昇（ながお のぼる）〈46〉
演 - 有福正志
捜査一課の主任警部補。早乙女管理官の部下。捜査一課弐係をいびるのが趣味。
早乙女 仁（さおとめ じん）〈42〉
演 - 野口五郎
キャリア組の管理官。既婚者。新人のころの一時期に野々村の下で指導を受けていた。高圧的でエリート風を吹かせる捜査一課のトップ（捜査一課長や刑事部長をはじめ、理事官や参事官といった幹部が登場しないため、実質的なトップ扱い）。マスコミや一般人相手には体裁を繕うが、柴田を明らかに軽視し、真山に対しては執拗な嫌がらせを行う。当初は弐係の捜査を引き継ぐという名目で手柄を横取りするだけの役回りだったが、やがて正体は早乙女に成り済ました朝倉であることが明らかとなる。小説での補完描写も含めると「本物の早乙女」「朝倉本人の成り済まし」「正体を見破られたことを察知した朝倉が用意した替え玉」の少なくとも3人の早乙女が存在していたことが確認されている。なお妻はかつて自身が担当したレイプ事件の被害者であり、何度も見舞いに訪れているうちに情が移ってしまい、妻に迎える結果となった。このような事件処理を単に仕事と割り切れず背負い込んでしまう性格を野々村から心配されていた。
塩川 正義（しおかわ まさよし）
演 - 伊丹幸雄
特別篇から登場。早乙女の後任の管理官。早乙女と違い、弐係に対して友好的に接する。金俵のキーホルダーを携帯につけている。

### SWEEP（特殊捜査班）
斑目 重友（まだらめ しげとも）〈30〉
演 - 村井克行
公安時代の真山の部下。1969年生まれ。早乙女の命令により感情を殺して真山処分に動き出す。無慈悲で非情な立ち居振る舞いが多いが、壺坂の身を挺した行動に対する早乙女の発言に意見するなど、刑事としての葛藤がうかがえる。口癖は「仕事です」。
朝倉の正体である早乙女管理官によって作られた「正体を見破られたことを察知した朝倉が用意した替え玉」である。最終話である「死の味のキス」において、早乙女に壺坂擁護と真山に対する対策について抗議していたが、その際、早乙女によって暗示をかけられ「替え玉化」させられた。そして劇場版「Beautiful Dreamer」で厄神島にて、木戸が慕う人として真山を選択したことにより、かつての恋人でもあったが殺害（ドラマシリーズでは、壺坂のことも尊敬していたようだが、劇場版にて壺坂も殺害していた模様）。斑目の人格は崩壊してしまい、早乙女／朝倉に人格を完全に乗っ取られてしまう。真山との対決も朝倉として敗れ爆死。
本作のカメラマンである斑目重友からそのまま引用した名前で、以後もTBSの刑事ドラマでは『クロコーチ』『99.9-刑事専門弁護士-』など、斑目姓のキャラクターがたびたび登場している。

### その他
朝倉 裕人（あさくら ひろと）〈22〉
演 - 高木将大
真山の妹を輪姦した少年たちのリーダー。真山と柴田にとっては宿敵兼黒幕的存在。当時未成年であった点や証拠不十分という事情が絡み、無罪放免に。現在は世田谷区役所に勤務し、柴田の親友・麻衣子と交際している。当初は人当たりの良い好青年のように描写されていたが、やがて真山を逆に監視していたり、ネットで柴田の情報を募り接近を図るなど不審な行動が露わになる。暗示によって相手を意のままに操ることが出来る。劇中で真山が監視する朝倉は、本物ではなく朝倉に顔を変えられた別人（変えられる前の姿は大倉孝二が演じた）であり、本物の朝倉は早乙女仁に成り代わっていた。すなわち劇中の早乙女自身が本物の朝倉であり、本物の早乙女は既に朝倉に殺害されていた（警視庁配属後）。早乙女の言動に不審なものを感じた野々村の作戦により採取された指紋が決め手となって、その正体が明るみに出て、最終的に真山が放った銃弾によって死亡したと思われたが、殺したと思われた朝倉（早乙女）の遺体は野々村が採取したものとは別の指紋に入れ替わり、本物は生存していた。特別篇では自らが暗示を掛けた事件の真犯人を介して出現し、劇場版では斑目に成り代わっていた。
死は永遠と考えており、劇場版では、斑目の肉体は奪い済みだが、意識体としても別途存在しており、今まで自身が殺害した、もしくは暗示によって自殺させた被害者たちと死後の世界で自身を核として「一つ」に融合しようと企図していた。だが、真山や柴田に否定されたことにより計画は失敗に終わる。しかし、『SPEC』において朝倉の話は継続されている。関係性は不明だが、『劇場版 SPEC〜結〜』の終盤の素性不明の男女（声 - 井上真樹夫・田島令子）の会話の中で、男の方が「朝倉」と呼ばれている。
大沢 麻衣子（おおさわ まいこ）〈25〉
演 - 西尾まり
世田谷区役所勤務。柴田の親友で朝倉と交際していた。チャットで知り合った仲間とオフ会を開くなどしている。朝倉のマインドコントロールにより連続殺人を犯したのちに自殺。
真山 沙織（まやま さおり）〈享年17〉
演 - 多田亜沙美
真山の妹。7年前に朝倉の仲間たちに輪姦された後に自殺した。その様子はビデオテープに収められており、真山が目にすることになる。
KEE（キー）〈24〉
演 - KEE
本名：蒲田貴一、真山の身辺を調査する記者。朝倉によって殺される。
今井 夏紀（いまい なつき）〈30〉
演 - 峯村リエ、今井夏木
弐係に依頼者を案内する婦警。登場するにつれて婚約、自殺未遂、妊娠、双子の母にと劇的に女の人生を進んでゆく。
サバ男（サバおとこ）
演 - 和気伸嘉
鯖と包丁を持つオヤジ。主に真山の自宅マンション廊下に出没する。『TRICK』にも登場する。

### ゲスト

#### 第1話
多田 洋一（ただ よういち）〈37〉
演 - 温水洋一
出身の四日市市で殺された会社員。事件前は中学校の同級生に遊びの誘いの電話を掛けていた。浮気癖から不正まで太田のあらゆることを知っていた。真面目な性格で正義感が強いタイプらしい。30歳の時からインポテンツとなり、それが原因で離婚したという。
太田 慶子（おおた けいこ）〈38〉
演 - 秋吉久美子
太田の妻。太田が起こした事件の贖罪のため、近所のボランティアに参加し、福祉活動に従事している。
太田 浩二（おおた こうじ）〈40〉
演 - 大河内浩
事件の被疑者。多田の会社の先輩で後輩の多田をかわいがっていたが、取引先から賄賂を受けた罪を多田に告発され、多田に激しい憎悪の念を抱いていた。現在は消息を絶っており、全国に指名手配中。
志村 進（しむら すすむ）〈42〉
演 - 村松利史
多田の麻雀仲間。多田に殺される前に借りた20万円を催促される。

#### 第2話
下平 邦彦（しもだいら くにひこ）〈35〉
演 - 光石研
橋本の担当医。日本一と言われる心臓外科医で、水谷倉庫でアルバイトをしていた縁から橋本とは親交がある。
橋本 幸夫（はしもと ゆきお）〈70〉
演 - 桜金造
13年前の倉庫会社の元警備員。唯一倉庫の鍵を持っており、倉庫に出入りしている者もいなかったことから警察に疑いの執拗な取調べを受け、周りから白い目で見られ続けていた。心臓が悪く、成功率が100人に1人という難易度の高いバイパス手術を控えている。
水谷 雄一（みずたに ゆういち）〈享年51〉
演 - でんでん
水谷倉庫社長。18年前に自身が閉めた倉庫内で、作業員だった下平の父親を死なせた過去があり、それを後悔して下平を世話していた。

#### 第3話
竹下 美奈子（たけした みなこ）〈38〉
演 - 松田美由紀
ブティック「La Shell」のオーナーの妻。夫の遺品を返してもらおうと祐子の元を訪れた際に、祐子が恋人と電話で事件に関する密約を立ち聞きした。現在は小学校に入学を控える息子の雅和を女手ひとつで育てている。
森川 祐子（もりかわ ゆうこ）〈20〉
演 - MIKI
ブティックの元従業員。当時事件現場にも居合わせ犯人に関する証言をするが、柴田の推理で犯人と共謀していたことがわかる。1年前は恋人がいながらもオーナー竹下とは愛人関係にあった。
成田 誠（なりた まこと）〈26〉
演 - 山口馬木也
祐子の恋人。1年前に強盗殺人で得た大金を分け合う約束を祐子と交わすが、祐子宅に訪れた際に真山に確保される。

#### 第4話
成合 孝（なりあい たかし）
演 - 川岡大次郎
「葉隠月」の従業員。佐代子の息子で朋美とは腹違いの姉弟。フリーターとして過ごしていたところを朋美に拾われ、今に至る。
成合 佐代子（なりあい さよこ）
演 - 銀粉蝶
「葉隠月」の仲居。「葉隠月」の主人とは愛人関係にあり、朋美に詰られている。泊まると必ず死ぬ部屋の担当を引き継いでいる。
岩井 朋美（いわい ともみ）〈28〉
演 - 池田昌子
「葉隠月」主人の娘。高飛車かつ傲岸な性格で、物言いは辛辣。
岩井 信宏（いわい のぶひろ）
演 - 津村鷹志
朋美の叔父。
岩井 春江（いわい はるえ）
演 - 大島蓉子
信宏の妻。「葉隠月」主人の妹。
岩井 信一郎（いわい しんいちろう）
演 - 榊原利彦
岩井夫妻の息子で俳優。売れておらず一昨年に出演した刑事ドラマで山下真司の部下役とはいえ端役止まり。

#### 第5話
鷺沼 聖（さぎぬま ひじり）
演 - 大沢樹生
透視を使える霊能力者。透視によって未来を見渡せるといい、その能力で探してのけた。紳士的に振舞う。8年前にインチキ霊能力者のレッテルを貼られてバッシングを受けた上に、所属事務所の社長である兄が自殺した過去を持つ。
青井 ゆかり（あおい ゆかり）〈37〉
演 - 筒井真理子
失踪した青井義朗の妻。夫の失踪事件で何の進展も見せない状況に苛立ちを隠せずに、ひと月前にも抗議をしていた。
青井 義朗（あおい よしろう）
演 - 山上賢治
ゆかりの夫。一昨年に殺されるかもしれないと言い残して失踪した。遺体となって発見されるまでにスーパーの店員をしていた。
高梨 さと子（たかなし さとこ）〈38〉
演 - 高尾晶子
テレビ局のレポーター。

#### 第6話
赤羽 さくら（あかばね さくら）〈38〉
演 - 宮崎淑子（現：宮崎美子）
町田市立町田東中学校の元事務員、被害者・富川の婚約者。森田から中身が爆弾と知らずにステーキ入りの小包をもらい、その爆弾で富川を亡くしたショックから一時心身症になっていた。同じ境遇の壺坂に気に掛けられている。
河合 秀樹（かわい ひでき）〈44〉
演 - 日野陽仁
町田東中学校の元化学教師。気の弱い性格から当時は生徒からのイジメを受けており、事件後は大学院に戻った。
森田 功作（もりた こうさく）
演 - 平尾良樹
町田東中学校の熱血教師。爆弾を作った犯人の真のターゲットと目される。
白砂 竜太（しらすな りゅうた）〈31〉
演 - 佐藤裕
町田東中学校の卒業生。森田宛に贈られた小包の伝票に名前が載り、容疑者として目をつけられた。現在はステーキ店の店員をしている。森田の説諭が原因で恋人が自殺したと思っているため森田に恨みを抱いていたとされるが、実際は森田が殺したと思い込んでいた。
富川 桂一（とみかわ けいいち）〈享年26〉
演 - 秋吉信人
さくらの交際相手で婚約者。カフェでアルバイトをしながら司法試験の合格を目指していた。
唐沢 健一（からさわ けんいち）〈28〉
演 - 内藤典彦
事件当時の町田東中学校の教師。
中島 圭三（なかじま けいぞう）〈45〉
演 - 重田尚彦
町田東中学校の教師。

#### 第7話
山田 菜穂子（やまだ なほこ）〈24〉
演 - 髙田万由子
神宮寺にある「山田画廊」の代表取締役。柴田と同い年で同じ水筒を携帯していることで親近感を抱かれるが、性格から立ち居振る舞いまで楚々としており、何もかも正反対。絵に対して熱い愛情を持っている。
平良 文弘（たいら ふみひろ）〈40〉
演 - 半海一晃
菜穂子の伯父。重雄と共同して画廊で商売をしていた。海外に出かけていたようで、「時差ボケ防止のため」と称して大酒を飲み、飲んだくれた放蕩ぶりを見せる。
山田 重雄（やまだ しげお）〈享年44〉
演 - 若松武史
菜穂子の父。6年前に突如「絵が変わった」と謎の言葉を言い残した直後、何者かによって絞殺されてしまう。
藤田 滋（ふじた しげ）
演 - 大方斐紗子
画廊従業員。「呪いの絵の絵柄が変わったのを目撃した」などと主張する。柴田と真山の掛け合いを見て仲がいいと評する。
菊池（きくち）〈65〉
演 - 石山輝夫
画廊のマネージャー。
高杉（たかすぎ）〈21〉
演 - 柴田雄平
「山田画廊」のアルバイト。美術大学生。

#### 第8話
原 勤（はら つとむ）〈25〉
演 - 片山雄介
オフ会の参加者。ハンドルネーム「ハラショー」で精力的に掲示板にアドバイスを書き込む。柴田といい感じになるが、「死にたい」と書き込んでいた。
島村 一郎（しまむら いちろう）〈24〉
演 - 伏石泰宏
オフ会の参加者。柴田に下ネタ好きで軽薄な常連であるハンドルネーム「トカゲ男」と見抜かれる。麻衣子曰く昼夜完全逆転型とのこと。

#### 第9話
小田 正子（おだ まさこ）〈36〉
演 - 森口瑤子
麻衣子を担当していたカウンセラー。聞き込みにあたった柴田に他者の記憶や価値観を揺るがす暗示により、人を操って殺せる可能性を提示する。
目黒 和樹（めぐろ かずき）
演 - 長谷川朝晴
真山の妹を輪姦した朝倉の仲間の一人。仲間たちが謎の自殺を図っているのと同様に、睡眠薬を飲んで自殺を図り、意識不明の状態にあったが、2年前に消息を絶っている。現在収容されている精神病院で真山と対話をするが、最中に毒を盛って死亡する。

#### 特別篇
高成 美咲（たかなり みさき）〈17〉
演 - 木内晶子
八王子市立蘭学塾高校の女子生徒。写真部所属で、写真が裏焼きだったため賞をもらいそこねたことがあるという。彼氏と喧嘩をして、腹いせに「呪いの樹」に名前を描いたとして交番に自首したことから、柴田と事件捜査に同行する。
- 木内が出演していたTBS系列で『ケイゾク』テレビシリーズと同時期に放送されていた学園ドラマ『L×I×V×E』の劇中と同じ制服姿で登場。なお、同じ制服は以降も主にTBS系列の様々な番組で流用されている。

中田 英二（なかた えいじ）〈35〉
演 - 手塚とおる
「スポーツ関東」記者。呪いの樹にまつわる噂を調べており、取材のために捜査員の周りを嗅ぎ回っている。
竹内 久美子（たけうち くみこ）〈28〉
演 - 伊藤奈穂
蘭学塾高校の教師。美咲と諍いを起こしている場面を真山に目撃される。
金子 岳志（かねこ たけし）〈22〉
演 - 吉田メタル
美咲が呪い殺したと主張する男。落下してきた看板に頸部を切断されて即死したが、事故とされている。
壁谷 学（かべや まなぶ）〈55〉
演 - 河原さぶ
八王子西署副署長。
河合 勇人（かわい はやと）〈35〉
演 - 深沢敦
八王子西署警部補。
下田 百合子（しもだ ゆりこ）〈35〉
演 - 広岡由里子
八王子西署長秘書。
警官
演 - モロ師岡
穂模野（ほもの）交番の警官。
痴漢男（ちかんおとこ）〈40〉
演 - 保積ぺぺ
柴田に痴漢行為を働いた男。柴田に現行犯逮捕されて交番に連行される。
村長
演 - 横山あきお
12年前に物置内で殺人事件が発生した伊佐野村の村長。村には何にもないから記念にという理由で事件現場を当時のまま残している。
紋太さん（もんた さん）
演 - 前原一輝
伊佐野村の村民。現場に残されたダイイング・メッセージの謎を遠山よりも先に正確に解き、犯人を暴いた。
柳田
演 - おかやまはじめ
伏舟神社の神主。本来恋愛の神様を奉る伏舟神社に「呪いの樹」の噂が出ていることを迷惑がっている。

## 映画
2000年3月4日に日本公開。上記特別篇の続きとなる物語で、柴田は弐係の係長に就任する。「黄泉の国」の入り口があるという伝説の孤島を舞台に、15年前の事件の遺族による復讐劇に巻き込まれる柴田と真山が、次第に事件の陰にある朝倉の存在を知り、現実とも幻想ともつかない世界に入り込んでゆくさまを描く。最終興行収入12.5億円を記録し、ドイツのシネアジアフィルムフェスティバル（シネアジア映画祭）に出品された。

## 受賞と評価
- 連続ドラマ（1999年）
  - 第20回ザテレビジョンドラマアカデミー賞[18][19]
    - 最優秀作品賞
    - 主演女優賞（中谷美紀）
    - 助演男優賞（渡部篤郎）
    - 脚本賞（西荻弓絵）
    - 監督賞（堤幸彦､伊佐野英樹､金子文紀､今井夏木）
    - タイトルバック賞（薗田賢次）

  - 作品は「斬新な映像や軽妙な演出が効果的で、視聴者を最後まで飽きさせず引きつけた」と評価され、審査員票・TV記者票で1位、読者票で4位を獲得[20]。
  - 中谷美紀は「独特のテンポで不思議感を出し､謎解きの場面では決して力まず､親しみやすささえ漂う演技を見せて､これまでの刑事像をすっかり覆した。その表現力と創造力には読者からも感嘆の声が多数届いたほど」と評価され､読者票2位､審査員票・TV記者票で1位を獲得。
  - 渡部篤郎は「妹を犯した犯人への怒りと刑事としての理性のはざまで苦悩する真山をアクセントの効いた演技で表現した。対照的なキャラクターの柴田（中谷）とのコンビネーションもピタリ」との評価を得､中谷と同じく読者票2位､審査員票・TV記者票1位。
  - 脚本の西荻弓絵は「謎かけやストーリー展開の巧みさに加え､特徴的なセリフで各役の魅力を引き出すうまさもみごと」と評価された。
  - 監督の堤幸彦・伊佐野英樹・金子文紀・今井夏木は「斬新かつスタイリッシュな演出。意表を突く間の取り方やザラッとした映像など､ゴールデンタイムのドラマとは思えない大胆さ。飽きさせない技術に脱帽」と絶賛された。
  - タイトルバックは薗田賢次自身が撮影した多数の写真をアニメーション化して制作。目まぐるしく絵が変わる斬新さに評価が集中｡「挑戦心に満ちたつくりは作品全体の方向性とぴったりマッチ」と評価された。
  - 第9回TV LIFE年間ドラマ大賞[21]
    - 作品賞（大賞）

## スタッフ
- 脚本 - 西荻弓絵、清水東
- 音楽 - 見岳章
- 演出 - 堤幸彦、伊佐野英樹 、金子文紀 、今井夏木
- 主題歌 - 中谷美紀「クロニック・ラヴ」（ワーナーミュージック・ジャパン）[22]
  - 作詞 - 中谷美紀 / 作曲・編曲 - 坂本龍一
  - 楽曲自体は坂本のアルバム『未来派野郎』に収録されている「Ballet Mecanique」を改作したもの。岡田有希子の「WONDER TRIP LOVER」のカバー曲でもある。英詞であったものに中谷が日本語詞を書いた。シングル・ヴァージョンとアルバム（リミックス）ヴァージョンがあり、前者はベスト・アルバム『MIKI』、後者はアルバム『私生活』に収録。
- 演出助手 - 今井夏木、麻生学、河合勇人、加藤新（特別篇のみ）
- 企画協力 - 蒔田光治
- タイトルバック - 薗田賢次
- 技術プロデューサー - 島崎孝雄
- 撮影 - 唐沢悟、斑目重友
- 映像 - 吉岡辰伸
- 照明 - 石田健司、的場謙一
- 音声 - 臼井久雄
- 編集 - 大野昌寛
- 効果 - 小川広美（東洋音響）
- 美術 - 青木ゆかり
- 音楽プロデュース - 志田博英
- プロデュース - 植田博樹

## エピソードリスト

### 連続ドラマ
| 話数 | エピソードタイトル mystery                      | 初回放送日   | 脚本            | 演出       | 視聴率 |
| --- | ----------------------------------------------- | ------------ | --------------- | ---------- | ------ |
| 第1話 | 死者からの電話 mystery1                         | 1999年1月8日 | 西荻弓絵        | 堤幸彦     | 13.0%  |
| 建前上、未解決事件の捜査を“継続”する捜査一課弐係に研修中のキャリア柴田純が配属された。配属初日、弐係に1年前の「四日市市会社員殺人事件」で殺されたはずの被害者・多田から電話を受けたという相談が持ち込まれる。電話を受けた男・志村から多田と会う約束をしたため付き添って欲しいと依頼され、柴田と先輩刑事の真山は志村に同席して立ち会う。結局、多田は現れなかったが、柴田は真山と共に多田が殺された事件の洗い直しに入る。 |                                                 |              |                 |            |        |
| 第2話 | 氷の死刑台 mystery2                             | 1月15日      | 西荻弓絵        | 堤幸彦     | 13.7%  |
| 元警備員の橋本という男が、13年前に府中で発生した殺人事件の再捜査を依頼する。事件の概要は橋本が無人の冷凍倉庫を閉め、また開けたときに宗教団体「氷剣教」の宗教衣を着てドライアイスの祭壇に載せられた社長の水谷が死体で発見されたというものだった。柴田と真山は橋本を連れて、倉庫内の検証に乗り出すが、柴田の不注意で3人とも倉庫の中に閉じ込められてしまう。何とか倉庫から命からがら出ることができ、橋本は倉庫勤務のころから旧知の仲である主治医の下平の診察を受ける。だが柴田はその時の些細な会話から、下平を事件の真犯人だと断定する。 |                                                 |              |                 |            |        |
| 第3話 | 盗聴された殺人 mystery3                         | 1月22日      | 西荻弓絵        | 金子文紀   | 10.8%  |
| 1年前に発生したブティックオーナー強盗殺人事件の被害者の妻・美奈子が真犯人は元従業員の祐子だと主張し、証拠を掴むため、祐子宅を盗聴して欲しいと捜査一課弐係に依頼してくる。柴田の推理で祐子も事件に関与している可能性が見出せたため、違法ながらも盗聴による張り込みを開始することに。だが、盗聴の最中に祐子が殺害される事件が発生し、祐子の恋人の成田が逮捕される。しかし成田は容疑を否認、成田が祐子を訪ねた時には部屋はもぬけの殻だったという。 |                                                 |              |                 |            |        |
| 第4話 | 泊まると必ず死ぬ部屋 mystery4                   | 1月29日      | 西荻弓絵        | 堤幸彦     | 14.5%  |
| 老舗の旅館「葉隠月（はかつき）」の仲居・佐代子から、改築工事に伴い、泊まると必ず死ぬと云われ昭和21年までに4人もの死者を出している離れの部屋への調査と検証を依頼された捜査一課弐係の面々。興味津々の柴田は嫌がる真山を引き連れ「葉隠月」に足を運ぶ。かくして旅館に集った旅館関係者や彩が集う中で、旅館主人の一人娘の朋美が部屋に泊まることで検証が開始された。ところが検証中に朋美が姿を消し、旅館付近の林で遺体となって発見される。 |                                                 |              |                 |            |        |
| 第5話 | 未来が見える男 mystery5                         | 2月5日       | 西荻弓絵        | 伊佐野英樹 | 15.7%  |
| ゆかりという女性が夫・義朗が失踪した事件の捜査の進展具合への抗議にやってきた。のらりくらりとした対応に怒りを燃やしたゆかりは生放送中の超能力番組に出演して捜査一課弐係を糾弾、番組では霊能力者の鷺沼が超能力で義朗を探し出そうとしていた。透視を始めた鷺沼は突如義朗の姿が見えると言ってテレビクルーと共にスタジオを飛び出す。鷺沼が義朗がいるというビルへ向かった時、そこで義朗が死体として見つかってしまう。真山と現場に急行した柴田は、鷺沼の行動の矛盾点から鷺沼を犯人として追及するが、鷺沼には視聴者およびテレビクルーによって集団監視されていたという完全無欠のアリバイがあった。 |                                                 |              |                 |            |        |
| 第6話 | 史上最悪の爆弾魔 mystery6                       | 2月12日      | 西荻弓絵        | 伊佐野英樹 | 14.1%  |
| 定年間近の警部補「タンツボ」こと壺坂が真山に時効成立1週間前の小包爆弾爆破事件の捜査協力を依頼する。事件は校内暴力が盛んだった中学に送られてきたステーキ肉が入った小包が実は爆弾で、その爆弾によって死者が出たというものだった。事件に興味を持った柴田は壺坂と合流し、嫌がる真山を引き入れて事件の捜査を進めることに。柴田は事件の背後にあった女子高生が自殺した事件に着目して、その事件の真相究明にベクトルを向ける。そしてその末に爆弾を送った犯人に目星をつける。 |                                                 |              |                 |            |        |
| 第7話 | 死を呼ぶ呪いの油絵 mystery7                     | 2月19日      | 西荻弓絵        | 金子文紀   | 14.3%  |
| 捜査一課弐係の元へ、6年前に殺害された画廊のオーナー・重雄の遺族である菜穂子がやってくる。画廊には絵柄が勝手に変わり、それを見た者は必ず死ぬと言われる絵が飾られていた。事件当時に重雄はその瞬間を見て亡くなり、現在も女中がそれを目撃したため絵の謎を解明してほしいという。画廊を訪れた柴田と真山だが、菜穂子の叔父の平良が「絵が変わった」と取り乱して姿を消し、柴田は絵柄が変わった子供の絵を目撃する。その後柴田は平良からの電話を受け、真山と菜穂子と画廊の倉庫のある海岸沿いへと足を運ぶが、そこで平良の水死体を発見する。 |                                                 |              |                 |            |        |
| 第8話 | さらば!愛しき殺人鬼 mystery8                    | 2月26日      | 清水東 西荻弓絵 | 堤幸彦     | 14.7%  |
| 被疑者が目の前で死亡したショックから立ち直れない柴田は辞表を提出し、麻衣子の家に転がり込んでいた。そんな中、柴田は彩と共に麻衣子が参加する電子掲示板のオフ会に参加する。だがその後酔って記憶を無くし、ラブホテルで目覚めた柴田は原の遺体と対面する。2人しかいない密室で、柴田の犯行としか思えない状況下で、柴田はホテルから抜け出し麻衣子とその場から立ち去るが、捜査一課と早乙女の命で動いたSWEEPに追われる身となる。柴田は掲示板で死にたいと書き込んだネット仲間にプレゼントを贈るといったハンドルネーム「ピエロ」に目星をつけて奔走するが、その末に辿り着いたのはあまりにも意外で悲しい真実と結末だった。 |                                                 |              |                 |            |        |
| 第9話 | 過去は未来に復讐する mystery9                   | 3月5日       | 西荻弓絵        | 今井夏木   | 15.2%  |
| 第10話 | 二つの眼球 mystery10                            | 3月12日      | 西荻弓絵        | 堤幸彦     | 13.2%  |
| 最終話 | 死の味のキス THE LAST & THE EVERLASTING MYSTERY | 3月19日      | 西荻弓絵        | 堤幸彦     | 14.0%  |
| 連続殺人を犯した麻衣子は柴田の目の前で自殺。麻衣子は操られていたと睨む柴田は辞表を撤回し、麻衣子を影で操る犯人捜しを開始する。そこで麻衣子が柴田と朝倉の関係に感づき悩んでいると知り、朝倉から麻衣子が誰かに付けねらわれていると言って精神的に不安定な状態にあることを知る。しかし朝倉のパソコンにハッキングした柴田は、朝倉が柴田の情報を募っていたこと、真山を監視していた事実を突き止める。一方、早乙女は真山の暴走を危惧しSWEEPに監視を命じるが、真山はSWEEPの監視を振り切り、単身朝倉追跡に動き出す。SWEEPに本格的な行動命令が下される中、柴田は野々村の口から真山と朝倉の間に起きた7年前の因縁の過去を知る。やがて目黒が収容された病院で死亡、その場に居合わせた真山は殺人犯としてSWEEPに狙われることに。柴田と弐係の面々は真山の無実を証明するため独自に捜査を始めるが、朝倉が仕掛けた凶刃は彼らをも襲う。そして朝倉の真実が明らかになった時、柴田と真山は沙織が命を絶った河川敷で快楽殺人犯・朝倉と対峙する。 |                                                 |              |                 |            |        |

- 平均視聴率 13.9%[23]（視聴率はビデオリサーチ調べ、関東地区・世帯）

### 特別篇
| | エピソードタイトル   | 初回放送日     | 脚本     | 演出   | 視聴率 |
| --- | -------------------- | -------------- | -------- | ------ | ------ |
| PHANTOM | 死を契約する呪いの樹 | 1999年12月24日 | 西荻弓絵 | 堤幸彦 | 14.1%  |
| 朝倉との死闘により、死の危機に瀕するも8か月もの眠りについた柴田が目を覚ました。しかし脳に損傷を負った後遺症により弐係の面々や朝倉の事件といった警視庁登庁以後の記憶を失ってしまう。その一方で真山も朝倉から「ゲーム再開」の宣戦布告が伝えられる。時が流れ、八王子西署署長となった柴田は配属初日、自分を痴漢した男を交番に連行した際、人を殺したと自首した美咲という女子高生と出会う。美咲が言うには伏舟神社に伝えられている幹に殺したい相手の名前を書いたらその相手は必ず死ぬという「呪いの樹」と呼ばれる神木に彼氏の名前を書き、その通りに彼氏が死んだという。この噂に興味を持った柴田は図らずも真山ら弐係の面々とその呪いによるものとされる事件の再調査に乗り出す。しかし、この「呪いの樹」にまつわる事件そのものが朝倉の仕掛けたトラップだった。 |                      |                |          |        |        |

## パロディ
登場人物や台詞に、過去の刑事もののパロディがいくつか見られる。
- 柴田純 → 柴田純（松田優作）：太陽にほえろ!
- 真山徹 → 真山薫（浅野温子）＋町田透（仲村トオル）：あぶない刑事
- 野々村光太郎 → 石塚誠（ゴリさん：竜雷太）：太陽にほえろ! 真実に向かってゴリゴリ押し進む『ゴリ押しのゴリさん』がゴリさんの名前の由来であるが（ゴリラのゴリではない）、それを説明しようとするシーンがある。
- 早乙女仁 → 刑事ゴロンボ（野口五郎）：カックラキン大放送!!
- 最終回で、弐係の刑事たちが独自に捜査しようとしたため、監視役の壱係の刑事が阻止しようとしたが返り討ちに遭い、全身を包帯で巻かれて口に柿の種を詰め込まれる → 沙粧妙子-最後の事件- ：真山薫→浅野温子つながり。
- 氷の死刑台（第2話タイトル） → 怪奇大作戦（犯罪の解決が人間の心の闇に行き着くなど作品の雰囲気が似ている）
- Beautiful Dreamer（映画版の副題） →『うる星やつら』の劇場用映画第二作『うる星やつら2 ビューティフル・ドリーマー』から。
- 近藤が社交ダンス教室に通っているという描写があるが、近藤役の徳井優は1996年の映画『Shall we ダンス?』に同じく社交ダンスに通うサラリーマンの生徒役として出演している。

## 関連商品

### ホームメディア
- ケイゾク(1) - (6)　DVD、2000年6月21日から2000年8月23日に発売、レンタル開始。
- ケイゾク／特別篇 PHANTOM〜死を契約する呪いの樹 ディレクターズカットVer.　DVD、2000年9月21日発売、レンタル開始。
- ケイゾク DVDコンプリートBOX　2006年4月26日発売。
  - 上記DVDに、単品版ライナーノーツ「毎日継続新聞」をまとめたものと、「堤 幸彦インタビュー2006」が掲載されたブックレットを収録したDVD-BOX。
- ケイゾク／初回生産限定Blu-rayコンプリートBOX
  - 2013年10月25日発売。発売元：TBS、販売元：キングレコード。7枚組（Blu-ray6枚 + Bonus DVD1枚）。シリーズ全作品のデジタルリマスター版Blu-ray Discボックスセット。

### サウンドトラック

#### ケイゾク 未解決事件継続捜査部署
ドラマ版のサウンドトラックCDとして1999年2月24日にダブリューイーエー・ジャパンから発売。
収録曲
全作曲・編曲 - 見岳章
1. CONTINUATION [2:56]
2. NETWORK [2:53]
3. WEAVING [3:01]
4. SHADES [3:25]
5. SPECIAL REFERENCE [0:57]
6. A PAST…GUITAR VERSION [2:36]
7. UNSOLVED [4:13]
8. HEARTRENDING [3:14]
9. WONDERING [0:40]
10. RECOLLECTION [2:57]
11. OFFICE [1:46]
12. ENIGMA [3:29]
13. DEE VOO [1:05]
14. A PAST…SAX VERSION [2:33]
15. DOZE [2:08]
16. CONTINUATION…REMIX [2:56]

#### ケイゾク サウンドトラック KREVA remix
サウンドトラックのリミックス版として2000年6月21日に発売。
収録曲
全作曲 - 見岳章、リミックス - KREVA
1. CONTINUATION…Feat.KREVA
2. CONTINUATION…Remix(ON MOVIE)
3. CONTINUATION…Instrumental

### 書籍
小説版
- ケイゾク
  - 西荻弓絵（原作）、沢樹ルイ（ノベライズ） 光進社 1999年3月

- ケイゾク / 小説 完全版
  - 西荻弓絵（原作）、市川亮・緒川薫（ノベライズ） 光進社 2000年1月

- ケイゾク / シーズン壱 完全版
  - 西荻弓絵（原作）、市川亮・橋爪敬子（ノベライズ） 角川ホラー文庫 2000年2月

漫画版
- ケイゾク / 漫画
  - 新井理恵（漫画）、西荻 弓絵（原作） 角川コミックス・エース 2000年2月
  - 『ケイゾク／特別篇 PHANTOM〜死を契約する呪いの樹』の漫画化。

- ケイゾク / 短篇集（アンソロジー）
  - 浅田寅ヲ・他（漫画）、柴田純保存委員会（編） 角川コミックス・エース・エクストラ 2000年3月

解説本
- ケイゾク 公式事件ファイル
  - 柴田純保存委員会（編） 角川書店 1999年7月

- ケイゾク / 攻略読本
  - ファントム（著） 三一書房 2000年2月

- ケイゾク / 裏設定
  - 柴田純保存委員会（編） 角川書店〈ザテレビジョン文庫〉 2000年3月

- ケイゾク / 事件簿 完全版
  - 柴田純保存委員会（編） 角川書店 2001年4月

その他
- ケイゾク寫眞集
  - 清水尚、葛西利次（撮影） 角川書店 2000年3月

- ケイゾク / 台本 シーズン壱
  - 西荻弓絵（脚本） 角川書店 2000年3月

### ゲーム
ケイゾク/GAME〜芸能界不夜城伝説〜
『ケイゾク/映画 Beautiful Dreamer』公開日の2000年3月4日より同年5月末まで、インターネット上でのミステリーアドベンチャーゲームとして配信された。製作は東京放送（TBS）とメディアファクトリー。第1章から第3章までがあり、第1章は無料だが、第2章以降は600円の課金が必要（各章300円）だった。
書き下ろしのオリジナルストーリーで、プレイヤーが弐係の新人刑事に扮し、事件の推理をする内容である。特別なソフトは必要のないブラウザゲームで、サイトへのアクセスとメールの送受信、操作のヒントとなるウェブページを探すために検索エンジン・infoseekを利用して進むというものだった。ゲーム進行中、劇中の架空のアイドルグループ「いちごっ子クラブ」の画像プレゼントや、『ケイゾク』オリジナルグッズが購入可能になるといったサービスもあった。